# بخش ریچلند (شهرستان فیرفیلد، اوهایو)
بخش ریچلند (به انگلیسی: Richland Township) یک منطقهٔ مسکونی در ایالات متحده آمریکا است که در شهرستان فیرفیلد، اوهایو واقع شده‌است.
 بخش ریچلند ۶۵٫۱ کیلومتر مربع مساحت و ۲٬۱۹۵ نفر جمعیت دارد و ۲۹۳ متر بالاتر از سطح دریا واقع شده‌است.